# Vargem Bonita (Minas Gerais)
Vargem Bonita is een gemeente in de Braziliaanse deelstaat Minas Gerais. De gemeente telt 2.140 inwoners (schatting 2009).

## Aangrenzende gemeenten
De gemeente grenst aan Capitólio, Piumhi, São João Batista do Glória en São Roque de Minas.